# Scordarmi chi ero
Scordarmi chi ero è un singolo del rapper italiano Emis Killa, pubblicato il 18 ottobre 2013 come primo estratto dal secondo album in studio Mercurio.

## Video musicale
Il videoclip, diretto da Roberto "Saku" Cinardi, è stato pubblicato il 21 ottobre dello stesso anno attraverso il canale YouTube del rapper.

## Classifiche
| Classifica (2013) | Posizione massima |
| ----------------- | ----------------- |
| Italia            | 35                |